# Aeropuerto de Arba Minch
El Aeropuerto de Arba Minch  (IATA: AMH, ICAO: HAAM) es un aeropuerto que sirve Arba Minch, una ciudad en la región de Naciones, Nacionalidades y Pueblos del Sur (SNNPR ) en el país africano de Etiopía. El nombre de la ciudad y el aeropuerto también puede ser transcrito como Arba Mintch. El aeropuerto está situado a 5 km (3 millas) al noreste de la ciudad, cerca del lago Abaya.
El aeropuerto se encuentra a una altitud de 1.187 metros (3.894 pies) sobre el nivel del mar. Se ha designado una pista como 03/21 con una superficie de concreto asfáltico que mide 2.800 por 45 metros (9.186 pies x 148 pies).